# Samoanische Fußballnationalmannschaft (U-20-Frauen)
Die samoanische U-20-Fußballnationalmannschaft der Frauen repräsentiert Samoa im internationalen Frauenfußball. Die Nationalmannschaft untersteht der Football Federation Samoa und wird von Martin Tamasese trainiert.
Die Mannschaft tritt bei der U-20-Ozeanienmeisterschaft und (theoretisch) auch bei der U-20-Weltmeisterschaft für Samoa an. Bislang ist es dem Team jedoch nie gelungen, sich für eine WM-Endrunde zu qualifizieren. Der 2. Platz hinter Rekordmeister und Dauer-Sieger Neuseeland bei der Ozeanienmeisterschaft 2015 zählt zu den größten Erfolgen der samoanischen U-20-Auswahl.

## Turnierbilanz

### Weltmeisterschaft
| Jahr   | Gastgeber       | Platzierung        |
| ------ | --------------- | ------------------ |
| 2002   | Kanada          | nicht qualifiziert |
| 2004   | Thailand        | nicht qualifiziert |
| 2006   | Russland        | nicht qualifiziert |
| 2008   | Chile           | nicht qualifiziert |
| 2010   | Deutschland     | nicht qualifiziert |
| 2012   | Japan           | nicht qualifiziert |
| 2014   | Kanada          | nicht qualifiziert |
| 2016   | Papua-Neuguinea | nicht qualifiziert |
| 2018   | Frankreich      | nicht qualifiziert |
| 2020 1 | Costa Rica 1    | – 1                |
| 2022   | Costa Rica      | nicht qualifiziert |

### Ozeanienmeisterschaft
| Jahr   | Gastgeber       | Platzierung        |
| ------ | --------------- | ------------------ |
| 2002   | Tonga           | Halbfinale         |
| 2004   | Papua-Neuguinea | nicht teilgenommen |
| 2006   | Samoa           | Halbfinale         |
| 2010   | Neuseeland      | nicht teilgenommen |
| 2012   | Neuseeland      | 4. Platz           |
| 2014   | Neuseeland      | nicht teilgenommen |
| 2015   | Tonga           | 2. Platz           |
| 2017   | Neuseeland      | 5. Platz           |
| 2019   | Cookinseln      | Gruppenphase       |
| 2022 2 | – 2             | – 2                |